# Rhizanthella omissa
Rhizanthella omissa ist eine Pflanzenart aus der Familie der Orchideen (Orchidaceae). Sie wurde 2006 anhand zweier 1958 gesammelter Herbariumsexemplare erstbeschrieben. Die Art ist in Südostaustralien beheimatet und lebt vollständig unterirdisch.

## Merkmale

### Vegetativer Habitus
Rhizanthella omissa ist eine blatt- und wurzellose, unterirdisch wachsende Pflanze. Sie hat die Photosynthese vollständig aufgegeben und bildet dementsprechend kein Chlorophyll mehr, stattdessen lebt sie myko-heterotroph.
Das 10 bis 15 Millimeter dicke und 100 bis 150 Millimeter lange Rhizom der Pflanzen ist weiß und fleischig und mit vereinzelten Nebenblättern besetzt.

### Blüte
Die Pflanze blüht im Oktober/November. Dann wächst aus dem Rhizom bis unmittelbar unter die Erdoberfläche ein Blütenstand, an dem endständig ein einzelnes sogenanntes Capitulum steht, ein aufrechter, konischer Blütenkopf mit einem Durchmesser von 20 bis 25 Millimetern, der von bis zu 25 weißen, fleischigen, 10 bis 16 Millimeter langen und 5 bis 7 Millimeter breiten, einander überlappenden Hochblättern eingefasst ist. Die Hochblätter sind dreieckig und einnervig.
Die zwischen fünfzehn und dreißig kurzen, röhrenförmigen Einzelblüten sind 8 bis 10 Millimeter lang und 5 Millimeter breit, von rötlicher Farbe und im oben abgeflachten Capitulum arrangiert. Die schwach papillösen Kelch- und Kronblätter sind unverwachsen, stehen aber eng aneinander. Die Kelchblätter sind 6,5 bis 10 Millimeter lang und 2,5 bis 3 Millimeter breit, die Kronblätter 3,6 bis 4 Millimeter lang und 1,5 Millimeter breit. Das auf einem 1 Millimeter langen Stiel sitzende Labellum ist schmal elliptisch, 3 Millimeter lang und 2 Millimeter breit, eingebogen, fleischig, dicht papillös und tiefrot.

## Verbreitung, Habitat, Botanische Geschichte
Die Art ist nur ein einziges Mal, 1958, bei Bauarbeiten im Lamington-Nationalpark in Queensland gefunden worden. Die Pflanzen wuchsen in alten, ausgedehnten Casuarinaceae-Wäldern in buschigem Unterholz auf basaltischem Lehm in einer Höhenlage von 1200 m. Die beiden dort gesammelten Exemplare befinden sich seither im Queensland Herbarium und dienten als Grundlage für die Erstbeschreibung im März 2006.